# 希爾巴赫河 (施瓦察赫河支流)
49°03′26″N 11°19′50″E / 49.0571642°N 11.3304779°E

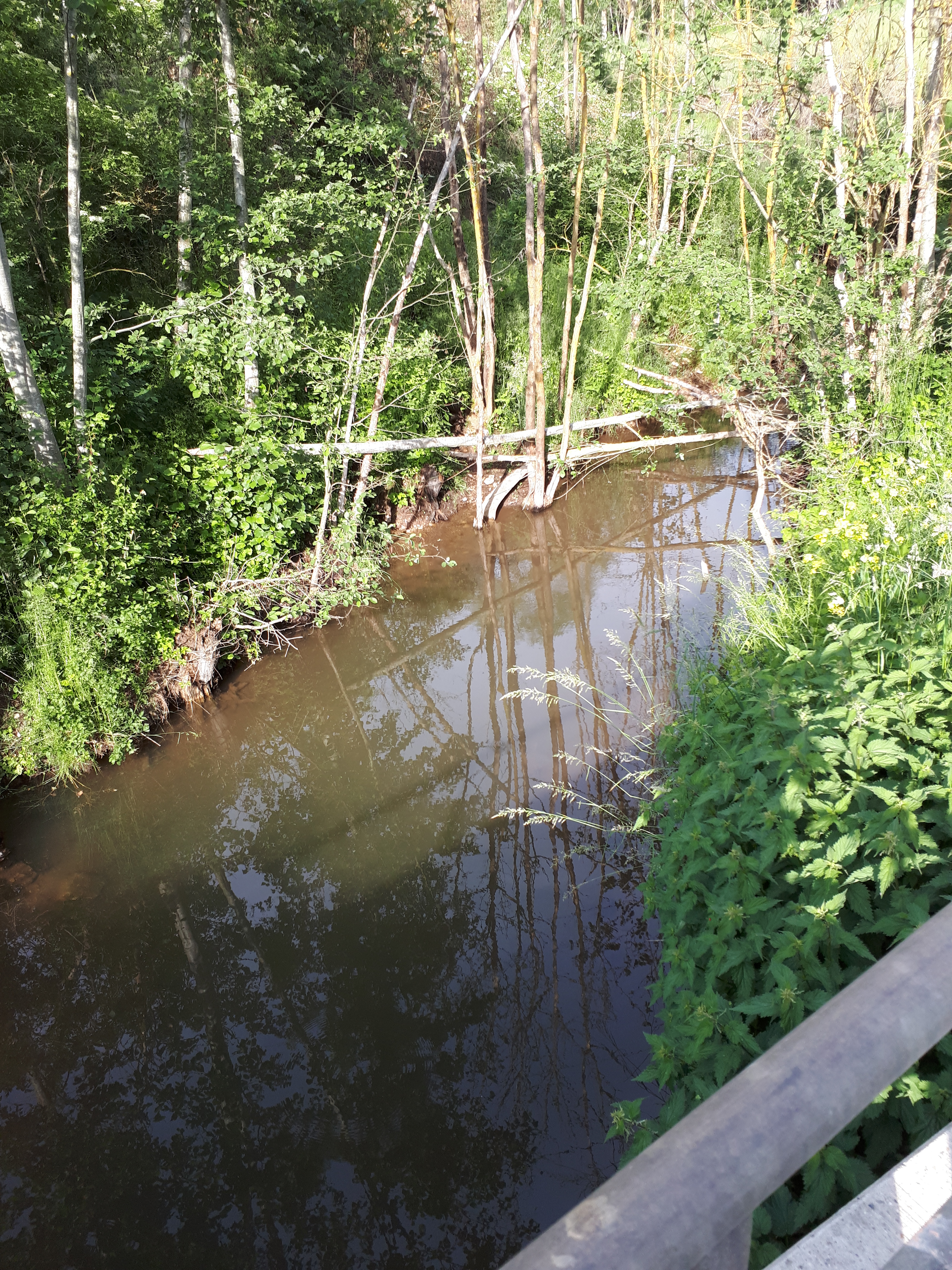

希爾巴赫河（德語：Hirlbach），是德國的河流，位於該國東南部，由巴伐利亞負責管轄，屬於施瓦察赫河的支流，河道全長1.9公里，流域面積3.5平方公里，流經羅特縣。